# Hydromylina
Hydromylina es un género de foraminífero bentónico de estatus incierto, aunque considerado un sinónimo posterior de Lenticulina de la subfamilia Lenticulininae, de la familia Vaginulinidae, de la superfamilia Nodosarioidea, del suborden Lagenina y del orden Lagenida. Su especie tipo era Hydromylina rutteni. Su rango cronoestratigráfico abarcaba el Eoceno.

## Clasificación
Hydromylina incluye a la siguiente especie:
- Hydromylina rutteni †